# Paraguay op de Olympische Zomerspelen 2000
Paraguay nam deel aan de Olympische Zomerspelen 2000 in Sydney, Australië. Het was de achtste olympische deelname van het Zuid-Amerikaanse land, dat opnieuw geen medaille wist te winnen. 

## Deelnemers en resultaten

### Atletiek
| Olympiër         | Discipline       | Resultaat | Prestatie                             |
| ---------------- | ---------------- | --------- | ------------------------------------- |
| Nery Kennedy     | speerwerpen (m)  | 33e       | kwalificatie groep B: 17de met 70,26m |
|                  |                  |           |                                       |
| Mariana Canillas | discuswerpen (v) | 32e       | kwalificatie groep A: 16de met 32,31m |

### Tennis
| Olympiër            | Discipline    | Resultaat | Prestatie |
| ------------------- | ------------- | --------- | --- |
| Rossana de los Ríos | enkelspel (v) | 9e        | 1ste ronde: W van CZE Peschke: 6-3, 6-0 2de ronde: W van USA Davenport: walk-over 3de ronde: V van AUS Dokic: 6-7, 5-7 |

### Zwemmen
| Olympiër     | Discipline          | Resultaat | Prestatie                     |
| ------------ | ------------------- | --------- | ----------------------------- |
| Antonio Leon | 100m schoolslag (m) | 61e       | serie 1: 1ste in 1.08,12 (NR) |
|              |                     |           |                               |
| Andrea Prono | 100m rugslag (v)    | 45e       | serie 1: 6de in 1.08,11       |

Albanië · Algerije · Amerikaanse Maagdeneilanden · Amerikaans-Samoa · Andorra · Angola · Antigua en Barbuda · Argentinië · Armenië · Aruba · Australië · Azerbeidzjan · Bahama's · Bahrein · Bangladesh · Barbados · België · Belize · Benin · Bermuda · Bhutan · Bolivia · Bosnië en Herzegovina · Botswana · Brazilië · Britse Maagdeneilanden · Brunei · Bulgarije · Burkina Faso · Burundi · Cambodja · Canada · Centraal-Afrikaanse Republiek · Chili · China · Chinees Taipei · Colombia · Comoren · Congo-Brazzaville · Congo-Kinshasa · Cookeilanden · Costa Rica · Cuba · Cyprus · Denemarken · Djibouti · Dominica · Dominicaanse Republiek · Duitsland · Ecuador · Egypte · El Salvador · Equatoriaal-Guinea · Eritrea · Estland · Ethiopië · Fiji · Filipijnen · Finland · Frankrijk · Gabon · Gambia · Georgië · Ghana · Grenada · Griekenland · Groot-Brittannië · Guam · Guatemala · Guinee · Guinee‑Bissau · Guyana · Haïti · Honduras · Hongarije · Hongkong · Ierland · IJsland · India · Indonesië · Irak · Iran · Israël · Italië · Ivoorkust · Jamaica · Japan · Jemen · Joegoslavië · Jordanië · Kaaimaneilanden · Kaapverdië · Kameroen · Kazachstan · Kenia · Kirgizië · Koeweit · Kroatië · Laos · Lesotho · Letland · Libanon · Liberia · Libië · Liechtenstein · Litouwen · Luxemburg · Macedonië · Madagaskar · Malawi · Malediven · Maleisië · Mali · Malta · Marokko · Mauritanië · Mauritius · Mexico · Micronesië · Moldavië · Monaco · Mongolië · Mozambique · Myanmar · Namibië · Nauru · Nederland · Nederlandse Antillen · Nepal · Nicaragua · Nieuw-Zeeland · Niger · Nigeria · Noord-Korea · Noorwegen · Oeganda · Oekraïne · Oezbekistan · Oman · Oostenrijk · Pakistan · Palau · Palestina · Panama · Papoea-Nieuw-Guinea · Paraguay · Peru · Polen · Portugal · Puerto Rico · Qatar · Roemenië · Rusland · Rwanda · Saint Kitts en Nevis · Saint Lucia · Saint Vincent en Grenadines · Salomonseilanden · Samoa · San Marino ·  Sao Tomé en Principe · Saoedi-Arabië · Senegal · Seychellen · Sierra Leone · Singapore · Slovenië · Slowakije · Soedan · Somalië · Spanje · Sri Lanka · Suriname · Swaziland · Syrië · Tadzjikistan · Tanzania · Thailand · Togo · Tonga · Trinidad en Tobago · Tsjaad · Tsjechië · Tunesië · Turkije · Turkmenistan · Uruguay · Vanuatu · Venezuela · Verenigde Arabische Emiraten · Verenigde Staten · Vietnam · Wit-Rusland · Zambia · Zimbabwe · Zuid-Afrika · Zuid-Korea · Zweden · Zwitserland · Individuele olympische atleten